# Márton Markó

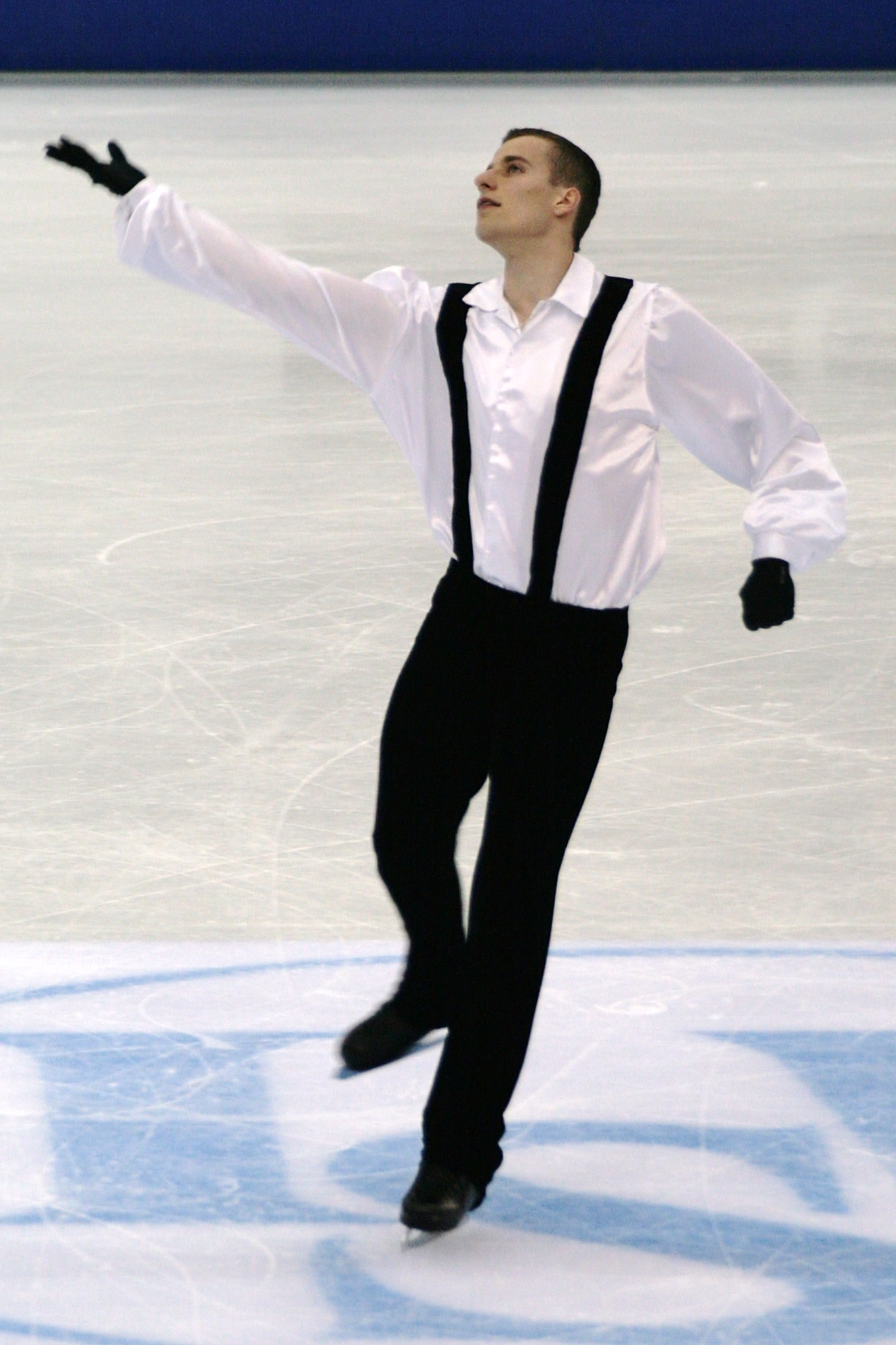
Márton Markó

Márton Markó (Boedapest, 7 december 1988) is een kunstrijder uit Hongarije. In zijn eigen land heet hij Markó Márton.

## Opleiding
Markó groeide in Boedapest op. Hij ging naar de Zsigmond Király Főiskola en vervolgens naar het Kölcsey Ferenc Gimnázium.
Markó is een van de weinige mannelijke kunstschaatsers in Hongarije. In 2010, 2012 en 2013 werd hij nationaal kampioen, in 2011 eindigde hij op de 2de plaats achter Tigran Vardanjan, die ook in 2007, 2008 en 2009 nationaal kampioen was. Aan deze kampioenschappen doen vaak maar twee of drie mannen mee. 
In 2013 probeert hij zich te kwalificeren voor de Olympische Spelen van 2014.

## Programma
| Seizoen   | Kort programma | Vrij programma                 | Info             |
| --------- | -------------- | ------------------------------ | ---------------- |
| 2009–2010 | Armageddon     | Stardust                       | twee soundtracks |
| 2011–2012 | Violin mix     | Sherlock Holmes by Hans Zimmer |                  |

## Hoogtepunten
| Internationaal                        | Internationaal | Internationaal | Internationaal | Internationaal | Internationaal | Internationaal | Internationaal |
| Event                                 | 2006–07        | 2007–08        | 2008–09        | 2009–10        | 2010–11        | 2011–12        | 2012–13        |
| ------------------------------------- | -------------- | -------------- | -------------- | -------------- | -------------- | -------------- | -------------- |
| WK                                    |                |                |                |                |                | R1: 21         |                |
| EK                                    |                |                |                | 33             |                | R1: 41         |                |
| Crystal Skate                         |                |                | 11             |                | 7              | 11             |                |
| Golden Spin                           |                |                |                |                |                |                | 9              |
| Ice Challenge                         |                |                |                | 28             |                | 21             |                |
| Ondrej Nepela                         |                |                |                |                | 11             |                |                |
| Istanbul Cup                          |                |                |                |                |                | 9              |                |
| Internationaal (Junior)               |                |                |                |                |                |                |                |
| JGP Croatia                           |                | 25             |                |                |                |                |                |
| Nationaal                             |                |                |                |                |                |                |                |
| NK Kunstschaatsen                     | Zilver         |                | Zilver         | Goud           | Brons          | Goud           | Goud           |
| JGP = Junior Grand Prix; R1 = Ronde 1 |                |                |                |                |                |                |                |